# Глухово (Рузский городской округ)
Глухово — деревня в Рузском районе Московской области, входящая в состав сельского поселения Старорузское. Население — 175 жителей на 2006 год, в деревне числятся 1 улица — Малеевка и 1 садовое товарищество. До 2006 года Глухово входило в состав Старорузского сельского округа.
Деревня расположена в центральной части района, у истока реки Рудинка, левого притока речки Вертошинка (левый приток Москва-реки), примерно в 7,5 км к юго-востоку от Рузы, высота центра деревни над уровнем моря 201 м. Ближайшие населённые пункты — Вертошино в 1 км западнее и Старая Руза — 0,7 км на юг.